# Work Bitch
«Work Bitch» —en español: Trabaja, Perra— (estilizado como «Work B**ch!») es una canción house interpretada por la cantante estadounidense Britney Spears e incluida en su octavo álbum de estudio, Britney Jean (2013). Los compositores del tema fueron Spears, Anthony Preston, Ruth-Anne Cunningham, will.i.am, el disc-jockey sueco Otto Jettman, y Sebastian Ingrosso de Swedish House Mafia, mientras que sus productores fueron estos tres últimos. RCA Records lo estrenó el 15 de septiembre de 2013 en las radios y lo lanzó al día siguiente para descarga digital en iTunes como el primer sencillo del álbum; luego de adelantar en un día ambos lanzamientos, dado que en dicho día el tema se filtró en Internet. El uso de la palabra bitch llevó al sello a enviar dos versiones a las radios: la original y una versión censurada que omite dicha palabra, titulada «Work Work». Como parte de su recepción crítica, medios como la revista Billboard lo catalogaron como «un completo éxito discotequero», mientras que otros como Popjustice lo llamaron «un gran sencillo post-EDM».
El video musical se estrenó el 1 de octubre de 2013 en CW Network. El video cuenta con 380 millones de reproducciones en YouTube. En Francia el video solo podía transmitirse en la televisión después de las 22:00 horas de la noche. En el mismo año, la cantante incluyó a «Work Bitch» en el repertorio de su residencia en Las Vegas, Britney: Piece of Me, donde presentó la canción por primera vez. La canción ha vendido 4 millones de copias mundialmente. En el 2018, esta canción sería incluida en el videojuego de baile Just Dance 2019 solo que, sería cambiado su título a Work Work, además de incluir la letra de la versión censurada, esto para que el videojuego mantuviese su calificación Everyone (para todas las edades).

## Antecedentes
Los compositores de «Work Bitch» fueron Spears, el líder de The Black Eyed Peas will.i.am, un constante colaborador de este último Anthony Preston, la cantautora irlandés Ruth-Anne Cunningham y el pinchadiscos sueco Otto Jettman. Spears los dio a conocer el 11 de septiembre de 2013, cuando publicó una fotografía que reveló sus nombres en Instagram. En los créditos de la imagen también figuró Sebastian Ingrosso de Swedish House Mafia, quien al día siguiente aclaró que en realidad él no formó parte de dichos créditos. Al respecto, especificó: «Realmente no sé por qué pusieron mi nombre allí. Es una canción muy buena y ya quiero ver lo que va a pasar con ella. Pero no puedo tomar crédito por ello. Soy muy amigo de will.i.am. Él me llamó y me dijo: "Estoy haciendo el nuevo álbum de Britney, ¿tienes algunos compases para componerlos?"». will.i.am seleccionó un compás de Jettman, artista asesorado por Ingrosso, quien finalmente declaró que la confusión fue comprensible, dado que él asesora muy de cerca a sus artistas. Al respecto, declaró: «Siempre estoy involucrado musicalmente con las personas que asesoro. [...] Les digo a mis artistas: "Tienes que hacerlo un poco más de esa manera o tal vez más como esto", ese es mi trabajo». Semanas después, Ingrosso volvió a referirse al tema: «Soy muy amigo de will.i.am. Él me preguntó si tenía algunas ideas, así que Otto me dio algunos ritmos, fui donde will, tocamos la pista y a él le encantó. [...] Ayudé a producirla con will y Otto, pero nunca compuse la letra y la melodía de la canción, por lo que fui a Twitter y aclaré que no la compuse. Pero ayudé a producirla porque estoy involucrado con todo lo que hacen los chicos que asesoro». Ingrosso y Jettman además producen otras canciones para el álbum.
Cabe señalar que varios medios creyeron que el tema sampleaba a «Supermodel (You Better Work)» de RuPaul (1992), dado un comentario hecho en Facebook por otro de los compositores del álbum, Jean Baptiste. Además, el 12 de septiembre la cantante dio a conocer la portada del sencillo, donde aparece en un tocador de Las Vegas. Además, el 17 de septiembre estuvo en el matinal Good Morning America, donde anunció una serie de espectáculos en Planet Hollywood en Las Vegas.

## Composición

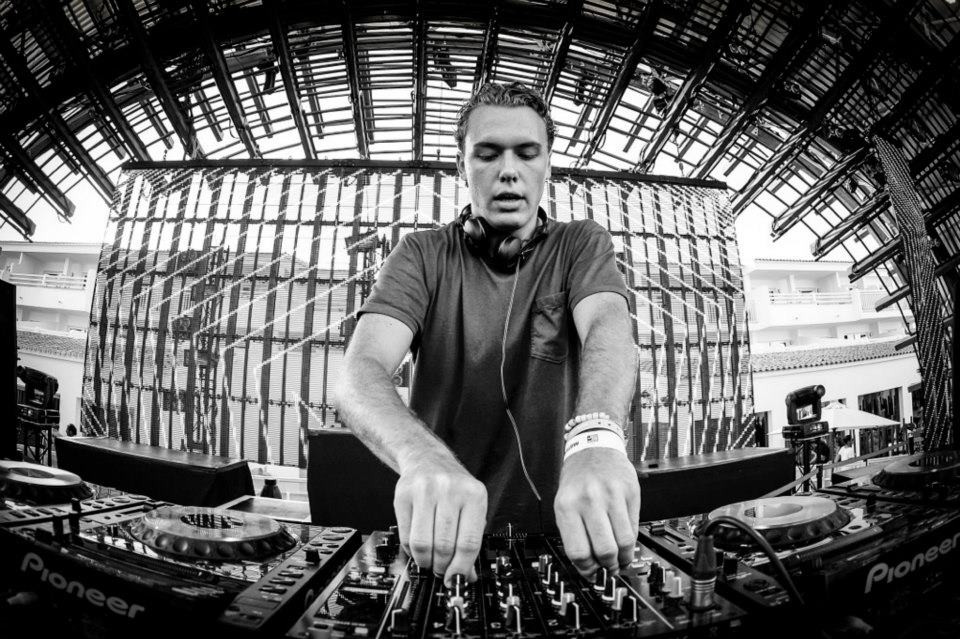
Otto Knows, principal compositor musical y productor de «Work Bitch».

«Work Bitch» es una canción house con influencias EDM, donde Spears anima constantemente a ponerse a trabajar. Comienza con un ritmo fuerte de discoteca y luego la intérprete exclama: «You want a hot body? You want a Bugatti? You want a Maserati? You better work, bitch!» —«¿Quieres un buen cuerpo? ¿Quieres un Bugatti? ¿Quieres un Maserati? ¡Mejor trabaja, perra!»—. La cantante continúa citando el estilo de vida que se puede lograr en base al trabajo, por medio de las frases: «You want a Lamborghini? Sip martinis? Look hot in a bikini? You better work, bitch!» —«¿Quieres un Lamborghini? ¿Beber martinis? ¿Verte bien en un bikini? ¡Mejor trabaja, perra!»—. Miriam Coleman de Rolling Stone citó que la canción «cuenta con una letra sobre todo hablada, [que] sirve como un testimonio de las cosas buenas que una fuerte ética de trabajo puede llegar a lograr»; mientras que Christina Lee del sitio Idolator señaló que «suena como el apagar las luces después de la fiesta» de «Supermodel (You Better Work)» de RuPaul.

## Recepción crítica
«Work Bitch» contó con una recepción crítica mayoritariamente positiva. Billboard lo llamó «implacable» y sostuvo que «encuentra a Britney regresando a las discotecas con su ferocidad y su acento británico intactos», así como también que es «un completo éxito discotequero donde Spears da el secreto de su éxito a sus seguidores». Paralelamente, Bradley Stern de MuuMuse lo catalogó como «una rebanada sensacional y estruendosamente audaz con una visión futura del dance pop».
Por otro lado, PopJustice lo llamó «increíble» y sugirió que «tiene la actitud correcta para un álbum tipo Blackout 2.0», mientras que Michael Cragg de The Guardian consideró que el tema es «un ataque bastante implacable que refleja el amor del pop actual por arrojar todo e incluir el fregadero de la cocina» y además consideró que la personalidad de Spears «no ha sido completamente borrada por la producción martillo de will.i.am».
A su vez, Chris Eggertsen de HitFix lo catalogó como un «tema discotequero perfecto», pero se cuestionó cómo rendirá en las radios mainstream. Sal Cinquemani de Slant Magazine le dio una revisión negativa al señalar: «[La canción] Sigue el modelo actual de EDM de fuertes golpes agudos, sintetizadores agresivos y ganchos discordantes dolorosamente agresivos, que hacen que incluso "Scream & Shout" suene como un festín melódico».
Pink is the New Blog catalogó a la canción como una «asesina de discotecas» y sostuvo: «Es definitivamente un nuevo sonido para Britney. Tiene ese sonido de house sueco sin llegar a caer bajo el sello EDM. Es súper alegre y es muy probable que la pongan constantemente en las discotecas hasta que el mundo se acabe». Por otro lado, Emily Longeretta de HollywoodLife escribió: «Brit está de vuelta sonando increíble con su nuevo éxito, "Work Bitch", y ya estamos muy obsesionados. Honestamente, no habíamos amado una canción suya tanto como esta desde "Circus". [...] Es seguro decir que esta no es la Britney que estamos acostumbrados a escuchar. Viniendo como una fiera con un ritmo bailable de discoteca que casi se siente como una alarma, Britney comanda más de lo que canta. [...] [Ella] está definitivamente mezclando las cosas, trayendo un sonido nuevo, y tenemos que felicitarla por ello. Hay una razón por la que Britney ha permanecido relevante después de todos estos años: ella no tiene miedo de probar algo nuevo y cuando lo hace resulta una elección creativa que se adhiere en un 100%. "Work Bitch" demuestra que ella realmente puede ser la Madonna de esta generación».
Por otro lado Muumuse dice "#WorkBitch reafirma su posición en el trono, y demuestra por qué Britney Spears es la mejor: Nunca tenemos y nunca tendremos que preocuparnos de su producción musical, porque Britney Spears es la proveedora más consistente de increíble música pop del mundo".
Popdust reseña "La canción es todo lo que conocemos y amamos de la Britney Spears moderna: los ritmos palpitantes de club (cortesía del productor ejecutivo will.i.am), y vocales que combinan una actitud de perra-mala y autoridad robótica, y el regreso inexplicable del acento británico de Britney". Por otro lado, Alim Kheraj de Digital Spy lo enlistó como el decimotercer mejor sencillo de la cantante.

## Video musical

### Rodaje

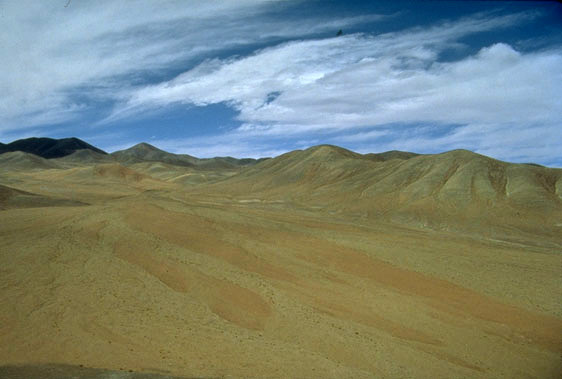
El video musical de «Work Bitch» se rodó durante tres días en el desierto.

Spears rodó el video musical durante los días 7, 8 y 10 de septiembre de 2013 en los alrededores de Los Ángeles, bajo la dirección de Ben Mor, con quien anteriormente trabajó en los dos clips de su colaboración con will.i.am, «Scream & Shout» (2012). Previo al rodaje, el 28 de agosto de 2013 reveló que estaba ensayando para la semana siguiente, lo que llevó a los medios a especular que se trataba de la filmación del clip. Finalmente, el 7 de septiembre de 2013 dio a conocer a través de sus redes sociales que había comenzado a grabar el video y publicó la primera imagen oficial del mismo: la fotografía de la pantalla de una cámara que la grababa mientras vestía un sujetador de color amarillo con detalles negros y guantes largos de este último color. Al día siguiente reveló que grabaría en el desierto y publicó una segunda imagen: la fotografía de ella en un remolque, vestida con un bikini azul de dos piezas. El último día de grabaciones, la cantante escribió en Twitter: «Épicos, épicos tres días rodando "Work Bitch" en el desierto con Ben Mor. Gracias por desafiar el calor conmigo. Video de otro nivel». Posteriormente, el 26 del mismo mes, E! publicó una tercera imagen del clip, en la que Spears está sentada en una silla delante de un muro con letras de neón con la palabra «Bitch» mientras viste una minifalda negra, un sujetador dorado Marlies Dekkers y guantes de cuero, y mientras sujeta con un látigo a una mujer que permanece en cuatro patas frente a sus pies. Al respecto, la cantante especificó: «Rodamos durante tres días en el desierto y tuve que aprender a usar un látigo. Pude o no pude haber golpeado a Ben con él un par de veces». Por su parte, Mor anticipó que el video se basa en un tema en lugar de una narrativa y especificó:

«Vas a llegar a ver un montón de [cosas de] Britney que no has visto en mucho tiempo. Hay una gran cantidad de cambios de vestuario, una gran cantidad de situaciones diferentes. Es uno de los videos más ambiciosos de Britney en un tiempo. Creo que hay unos cuantos lugares variados. Hay un desierto exterior, con luz del día. Hay otro lugar muy especial que involucra agua y piezas arquitectónicas realmente hermosas. No voy a revelar demasiado, pero hay un lugar único que estoy emocionado de compartir. También hay un tipo de interior muy moderno, como una casa, un interior elegante que sirve como sede principal para la rutina de baile, pese a que ella baila en casi todos los lugares. Y luego hay un montón de buenos cortes, cortes de tipo más íntimo dentro de esos lugares. [...] Se trata de crear escenarios emblemáticos para ella y realmente permitirle crear momentos emblemáticos que representen el tema de la canción. [...] Y que ella definitivamente haga saber a la gente que si se quiere lograr el estatus que tiene, se requiere de mucho trabajo y esfuerzo. [...] Creo que esta es una Britney más adulta, definitivamente es una Britney más adulta. No puedes tener imágenes suaves para una canción llamada "Work Bitch", [así que] nos aseguramos de que no las tuviéramos. Creo que [el video] pone el listón muy alto. Creo que solo puedes ser más y más grande. Agradecidamente, me dieron la oportunidad de hacer un legítimo primer [video de] lanzamiento de Britney Spears, lo que es una gran oportunidad. [...] Definitivamente hay un montón de sorpresas que creo que la gente le va a dar vueltas. Queríamos poner el listón tan alto como pudiéramos. Ahora solo espero coincidir o mejorar la próxima vez. No hay vuelta atrás. [...] Recordarás que ella es probablemente una de las artistas pop más fotografiadas de la historia moderna, así que probablemente ha sido y seguirá siendo más fotografiada de lo que nunca harás. Hay conocimiento ganado a partir de esa experiencia, tienes que respetarlo y realmente escucharla [a Spears]. Ella sabe lo que funciona para ella. En cuanto a trabajar con ella, es muy fácil. Ella no es una diva en el set. Ella es absolutamente un amor, pero no es tímida si tiene que hacerte saber que no está feliz con algo o modificar algo. Creo que congeniamos absolutamente [...]. [El video] está básicamente [diciendo]: "La reina está de vuelta y está a punto de mostrarle a todas estas perras cómo se hace". Es su ser realmente fiero y [está] recuperando su trono de alguna manera».

### Estreno

El estreno del video se realizó el 1 de octubre de 2013, por medio de CW Network.

El 26 de septiembre de 2013, Spears publicó en su Instagram un adelanto de 10 segundos del video. Las escenas la muestran en varias situaciones diferentes: mientras canta frente a una piscina resguardada por bailarinas enmascaradas en cunclillas; mientras se mira fijamente en un tocador en medio del desierto; mientras se retuerce delante de una pared blanca y mientras permanece de pie sobre una plataforma cuadrada del mismo color ubicada en el desierto, con las manos en la cintura y rodeada de ocho bailarinas con poca ropa, entretanto un Lamborghini blanco pasa detrás de ellas. En respuesta, Jason Lipshutz de Billboard destacó la escena del Lamborghini y sostuvo: «A juzgar por los escasos segundos de metraje, el nivel de ferocidad del clip de "Work Bitch" será malditamente casi inconmensurable». Al día siguiente la cantante anunció que el estreno del video se realizaría el martes 1 de octubre de 2013, a través de CW Network. El 28 del mismo mes, Billboard publicó una cuarta imagen del clip, donde Spears está apoyada en un muro blanco, frente a los focos encendidos del Lamborghini; mientras que la cantante publicó otra captura de dicha escena y sostuvo que Mor y ella le estaban dando los toques finales al video. El 30 del mismo mes, el dúo finalizó el clip y la cantante publicó la sexta y última imagen de adelanto del mismo: una captura de la escena en la que porta un látigo. Además dio a conocer que el video se publicaría en Vevo minutos después de su estreno en CW Network. En 2013, E! Francia además lo catalogó como el octavo mejor video de la cantante.

### Corte de escenas
Tras el estreno del video, el 3 de octubre de 2013 Spears llamó y brindó una entrevista teléfónica al programa The TJ Show de la radio AMP 103.3 en la que declaró: «Hay una gran cantidad de sexo en lo que hago. A veces me gustaría volver a los viejos tiempos, cuando había un solo traje a lo largo de todo el video, estabas bailando a lo largo de todo el video y no había mucho sobre sexo. Se trataba sobre el baile y sobre estar en la vieja escuela. [...] Me encantaría [volver a] hacer un video así. [En el video de "Work Bitch"] mostramos mucha más piel e hicimos más cosas de lo que se ve. Corté la mitad del video porque soy madre y es difícil jugar a ser la mamá sexy mientras estás siendo una estrella del pop. Solo tengo que ser fiel a mí misma y expresar lo que siento cuando hago esas cosas». Días después, uno de los dos modelos masculinos del video, Richie Nuzzolese, se refirió al corte de escenas sexuales al señalar que el metraje en el suite era como una orgía sin sexo y que los modelos fueron más dinámicos y agresivos en comparación con lo que se ve en el video. Respecto a su rol, especificó: «Tenía a dos chicas a mi alrededor. Yo estaba tirándole el pelo a una de ellas y subiendo su pierna. La otra estaba tirándome el pelo por la espalda». Nuzzolese también señaló que Spears fue una profesional: «Ella estaba sin duda en el papel, pese a que es madre y todo, se volvió sexy».

## Rendimiento comercial

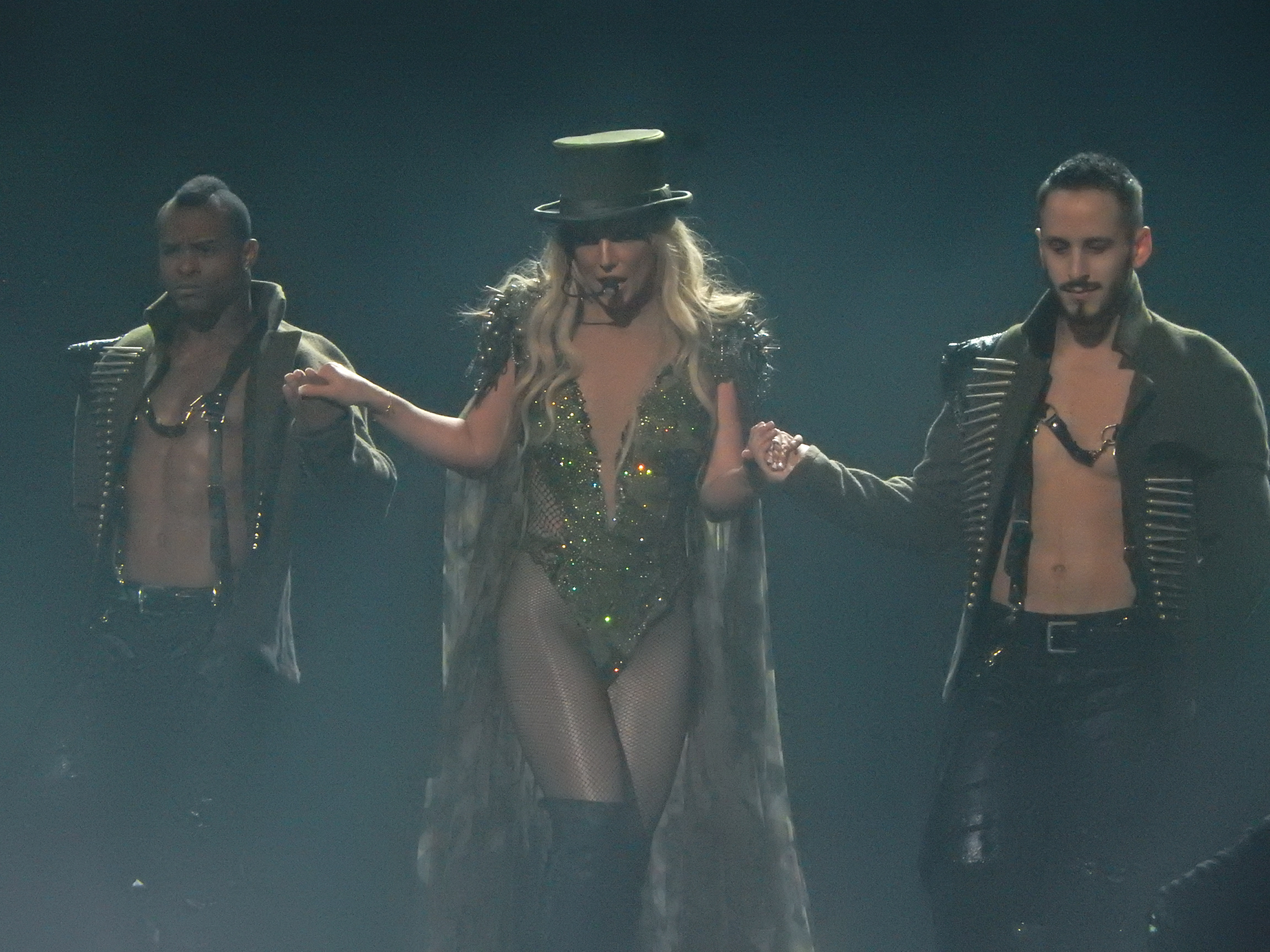
Spears en 2016 durante la presentación del sencillo en el Apple Music Festival.

«Work Bitch» registró un buen rendimiento comercial en América del Norte. En Canadá debutó en el quinto puesto en la lista Canadian Hot 100, ubicándose únicamente detrás de «Roar» de Katy Perry, «Wrecking Ball» de Miley Cyrus, «Royals» de Lorde y «Wake Me Up» de Avicii, y convirtiéndose en el décimo sexto sencillo de Spears en situarse entre los diez primeros lugares en el país, según la edición del 5 de octubre de 2013 de Billboard. En los Estados Unidos debutó en el puesto número sesenta y nueve en el conteo Radio Songs, luego de recibir 16 millones de impresiones de audiencia durante un poco más de dos días. de acuerdo a la edición del 28 de septiembre de 2013 de la revista; misma edición en la que debutó en el puesto número dieciséis en el conteo Dance/Electronic Songs. El rendimiento de sus primeros días llevó a la revista a proyectar que el tema debutaría entre los veinticinco primeros puestos en el conteo de reproducciones radiales Pop Songs y entre los veinte primeros en la principal lista del país, la Billboard Hot 100, con ventas de 175 000 descargas. Así, «Work Bitch» debutó en el puesto número veinticinco en el conteo Pop Songs, según la edición del 5 de octubre de 2013 de Billboard, registrando el mejor debut de la edición. De este modo se transformó en el trigésimo primer sencillo de Spears en ingresar en el conteo, convirtiendo a la cantante en la segunda artista que hizo figurar la mayor cantidad de temas en la historia del mismo, después de Rihanna, quien para entonces había figurado con treinta y seis sencillos en él, y tras superar un empate con Mariah Carey, quien contaba con treinta temas en el mismo. En la misma edición debutó en el sexto puesto en el conteo Digital Songs, tras vender 174 000 descargas durante su primera semana, ascendió al puesto número cincuenta y ocho en el conteo Radio Songs, con 21 millones de impresiones de audiencia, y debutó en el puesto número veintiocho en el conteo de reproducciones digitales Streaming Songs, con 1,8 millones de escuchas. De este modo ascendió al cuarto lugar en el conteo Dance/Electronic Songs y debutó en el décimo segundo puesto en la Billboard Hot 100, registrando el mejor debut de la edición. Tras el estreno del video musical, en la edición del 19 de octubre de 2013 de la revista debutó en el puesto número veintiséis en el conteo discotequero Dance/Club Play Songs, reingresó en el décimo lugar en Streaming Songs, ascendió al puesto número dieciocho en Pop Songs y subió desde el puesto número cuarenta y uno al número trece en la Billboard Hot 100. Hasta julio de 2016 vendió 967 000 descargas en el país.
Paralelamente, en Europa debutó con diversos niveles de éxito. En España debutó en el octavo puesto y se transformó en el noveno tema de Spears en ubicarse entre los diez primeros lugares; mientras que tanto en Francia como en Italia debutó en el puesto número seis, convirtiéndose en el decimotercer y en el décimo sexto sencillo de la cantante en situarse entre los diez primeros, respectivamente. «Work Bitch» también debutó entre los veinte primeros éxitos semanales en Dinamarca, Irlanda y las dos regiones de Bélgica: Flandes y Valonia; se ubicó entre los treinta en Suecia y Suiza, y entre los cuarenta en Austria y Alemania; y de forma más modesta entre los cincuenta primeros en los Países Bajos. En el Reino Unido debutó en el séptimo puesto en la lista UK Singles Chart, donde se convirtió en el vigésimo tercer sencillo de Spears en ubicarse entre los diez primeros lugares. En 2023, la BPI lo certificó disco de oro tras vender 400 000 copias. Por otro lado, en Oceanía debutó entre los treinta primeros éxitos semanales en Australia y Nueva Zelanda.

## Formatos
| Descarga digital |              |          |  |
| N.º              | Título       | Duración |  |
| 1.               | «Work Bitch» | 4:07     |  |

| Descarga digital - Clean version |             |          |  |
| N.º                              | Título      | Duración |  |
| 1.                               | «Work Work» | 4:07     |  |

| Sencillo en CD |                             |          |  |
| N.º            | Título                      | Duración |  |
| 1.             | «Work Bitch»                | 4:07     |  |
| 2.             | «Work Bitch» (Instrumental) | 4:07     |  |

## Posicionamientos en listas

### Listas semanales
| América del Norte |                                     |    |        |
| Canadá            | Canadian Hot 100                    | 5  | [ 42 ] |
| Canadá            | Canadian Digital Songs              | 4  |        |
| Canadá            | Canadian Hot AC                     | 23 |        |
| Estados Unidos    | Billboard Hot 100                   | 12 | [ 45 ] |
| Estados Unidos    | Dance/Club Play Songs               | 2  | [ 46 ] |
| Estados Unidos    | Dance/Electronic Digital Song Sales | 2  |        |
| Estados Unidos    | Dance/Electronic Streaming Songs    | 3  |        |
| Estados Unidos    | Dance/Mix Show Airplay              | 13 |        |
| Estados Unidos    | Digital Songs                       | 6  | [ 44 ] |
| Estados Unidos    | Hot Dance/Electronic Songs          | 4  | [ 8 ]  |
| Estados Unidos    | Mainstream Top 40                   | 14 | [ 43 ] |
| Estados Unidos    | Radio Songs                         | 42 | [ 8 ]  |
| Estados Unidos    | Streaming Songs                     | 10 | [ 45 ] |
| México            | Top 100 canciones                   | 3  | [ 69 ] |
| Asia              |                                     |    |        |
| Corea del Sur     | Top 200 canciones                   | 3  | [ 70 ] |
| Taiwán            | Top 20 canciones                    | 1  | [ 71 ] |
| Europa            |                                     |    |        |
| Alemania          | Top 100 canciones                   | 36 | [ 60 ] |
| Austria           | Top 75 canciones                    | 37 | [ 61 ] |
| Bélgica (Flandes) | Top 50 canciones                    | 14 | [ 58 ] |
| Bélgica (Valonia) | Top 50 canciones                    | 11 | [ 59 ] |
| Dinamarca         | Top 40 canciones                    | 17 | [ 56 ] |
| Escocia           | Top 100 canciones                   | 7  |        |
| Eslovaquia        | Top 100 canciones                   | 26 | [ 62 ] |
| España            | Top 50 canciones                    | 8  | [ 52 ] |
| Finlandia         | Top 100 canciones                   | 9  | [ 72 ] |
| Francia           | Top 100 canciones                   | 6  | [ 53 ] |
| Grecia            | Top 100 canciones digitales         | 3  | [ 73 ] |
| Irlanda           | Top 100 canciones                   | 13 | [ 57 ] |
| Italia            | Top 20 canciones                    | 6  | [ 54 ] |
| Países Bajos      | Top 100 canciones                   | 45 | [ 62 ] |
| Reino Unido       | Top 75 canciones                    | 7  | [ 57 ] |
| Reino Unido       | UK Dance Songs                      | 2  |        |
| República Checa   | Top 100 canciones                   | 17 | [ 62 ] |
| Suecia            | Top 60 canciones                    | 30 | [ 74 ] |
| Suiza             | Top 75 canciones                    | 25 | [ 60 ] |
| Turquía           | Top 20 canciones                    | 8  | [ 75 ] |
| Oceanía           |                                     |    |        |
| Australia         | Top 50 canciones                    | 22 | [ 65 ] |
| Nueva Zelanda     | Top 40 canciones                    | 28 | [ 66 ] |
| Oriente           |                                     |    |        |
| Líbano            | Top 20 canciones                    | 9  | [ 76 ] |

### Listas de fin de año
| América del Norte |                                  |    |        |
| Estados Unidos    | Dance/Electronic Songs           | 17 | [ 77 ] |
| Estados Unidos    | Dance/Electronic Digital Songs   | 18 | [ 78 ] |
| Estados Unidos    | Dance/Electronic Streaming Songs | 21 | [ 79 ] |

## Certificaciones
| América del Norte |          |      |                        |         |        |
| Canadá            | CRIA     | 2014 | Disco de platino       | 80 000  | [ 80 ] |
| Estados Unidos    | RIAA     | 2023 | Doble disco de platino | 2 000   | [ 81 ] |
| América del Sur   |          |      |                        |         |        |
| México            | AMPROFON | 2014 | Disco de oro           | 30 000  | [ 82 ] |
| Venezuela         | APFV     | 2013 | Disco de platino       | 10 000  | [ 83 ] |
| Europa            |          |      |                        |         |        |
| Dinamarca         | IFPI     | 2014 | Disco de oro           | 15 000  | [ 84 ] |
| Reino Unido       | BPI      | 2023 | Disco de oro           | 400 000 | [ 64 ] |
| Suecia            | GLF      | 2014 | Disco de platino       | 40 000  | [ 85 ] |
| Australasia       |          |      |                        |         |        |
| Australia         | ARIA     | 2013 | Disco de oro           | 35 000  | [ 86 ] |

## Créditos
- Britney Spears — voz, composición
- William Adams — producción, composición, producción vocal, producción ejecutiva
- Otto Jettman — producción, composición, instrumentación, programación, grabación, ingeniería
- Sebastian Ingrosso — producción, composición, instrumentación, programación, grabación, ingeniería
- Anthony Preston — composición, coro, producción vocal
- Ruth-Anne Cunningham — composición
- Myah Marie — coro
- Chris Kahn — asistencia de ingeniería vocal
- Jacob Dennis — asistencia de ingeniería vocal
- Joe Peluso — mezcla
- Julian Prindle — grabación vocal, ingeniería vocal
- Adam Leber — A&R, asesoría
- Larry Rudolph — A&R, asesoría
- Rani Hancock — A&R

Fuente: Discogs.